# Nkayi
Nkayi, vroeger Jacob genoemd, is een stad in Congo-Brazzaville en het bestuurlijk centrum van de zuidelijke provincie Bouenza en het gelijknamige district Nkayi hierbinnen. Met 46.727 inwoners (1996) is het de vierde stad van het land. In 1984 telde de stad nog 36.540 inwoners en in 2000 projecteerde het Congolese Bureau voor de Statistiek de bevolking in 2005 op 56.700.

## Geschiedenis
De stad ligt in de vruchtbare vallei van de rivier de Niari en werd in 1887 gesticht door Franse kolonisten onder de naam Jacob, de naam van de Franse ingenieur die de expeditie leidde die de beste route zocht voor de aanleg van de Congo-Oceaanspoorlijn. De stad groeide door de nabijgelegen bloeiende suikerrietplantages. In 1975 telde de stad ongeveer 25.000 inwoners en werd hernoemd tot het huidige Nkayi. De stad is de laatste jaren sterk gegroeid als gevolg van migratie vanaf het platteland naar de stad.

## Economie en transport
Nkayi vormt een belangrijk agroindustriecentrum voor de productie van suiker. S.A.R.I.S. is het belangrijkste suikerbedrijf in de stad. Andere belangrijke natuurlijke producten uit de omringende regio zijn tarwe, hout en pinda's. In de stad bevinden zich een korenmolen, zaagmolen en fabrieken voor de verwerking van pindaolie en veevoeder.
De stad heeft een spoorstation aan de Congo-Oceaanspoorlijn en een eigen luchthaven (NKY), waarop wordt gevlogen door Trans Air Congo. Het ligt op ongeveer 250 kilometer ten westen van de hoofdstad Brazzaville.

## Religie
Sinds 1983 is Nkayi de zetel van een rooms-katholiek bisdom.